# Canon de 155 mm C modèle 1915 Saint-Chamond
Die Canon de 155 mm C modèle 1915 Saint-Chamond war ein schweres Feldgeschütz der französischen Artillerie. Entwickelt wurde es von der „Compagnie des forges et aciéries de la marine et d’Homécourt“ in Saint-Chamond und in den schweren Artillerieregimentern als Ersatz für die veralteten Feldhaubitzen Obusier de 155 mm CTR modèle 1904 eingesetzt. Die Geschütze waren während des Ersten Weltkrieges und auch noch während des Zweiten Weltkrieges im Einsatz.
Ein Prototyp wurde nach Mexiko geliefert.
Nach der Herbstschlacht im Artois wurden noch 1915 400 Geschütze bestellt, die bis im folgenden Jahr ausgeliefert waren. Eine kleine Anzahl wurde 1917/1918 an die serbische und die rumänische Armee abgegeben. Eine unbekannte Anzahl setzte die finnische Armee während des Winterkrieges ein.
Noch bei Beginn des Zweiten Weltkrieges in der Verwendung, wurden sie nach dem Frankreichfeldzug von der deutschen Wehrmacht erbeutet und sowohl bei der Feldartillerie als auch im Atlantikwall eingesetzt.